# Агентный ИИ
Агентный ИИ (агентный искуственный интеллект) — класс искусственного интеллекта, ориентированный на автономные системы, способные принимать решения и выполнять задачи без вмешательства человека. Эти независимые системы автоматически реагируют на условия, обеспечивая результаты процесса. Тесно связан с агентной автоматизацией, также известной как агентное управление процессами, в применении к автоматизации процессов. Области применения включают разработку программного обеспечения, поддержку клиентов, кибербезопасность и бизнес-аналитику.
Благодаря недавним достижениям в области крупных языковых моделей (LLM — моделей ИИ, обрабатывающих естественный язык) и крупных мультимодальных моделей (LMM — моделей ИИ, обрабатывающих естественный язык, изображения, видео и/или аудио), концепция агентов искусственного интеллекта вступает в новую фазу интенсивного развития.
В будущем развитие агентных ИИ будет связано с созданием многоагентных систем (MAS), в которых агенты ИИ будут сотрудничать для решения сложных задач — например, управления городским транспортным потоком.
Согласно определению Международной организации по стандартизации, агент ИИ в широком смысле может быть определен как объект, который воспринимает звук, текст, изображение, давление и т.д., и с помощью датчиков и реагирует (используя эффекторы)на окружающую среду .